# مقاطعة كلوج
مقاطعة كلوج (بالإنجليزية: Cluj County)‏ هي مقاطعة في رومانيا، تتبع رومانيا، بلغ عدد سكانها 475٬533 نسمة، في 1930، عاصمتها كلوج-نابوكا، تبلغ مساحتها 6٬674٫0 كيلومتر مربع.

## التقسيمات الإدارية
- كلوج-نابوكا
- ديج  [لغات أخرى]‏
- Cuzdrioara [الإنجليزية]‏
- Jichișu de Jos [الإنجليزية]‏
- Mica, Cluj [الإنجليزية]‏
- Turda [الإنجليزية]‏
- Mihai Viteazu, Cluj [الإنجليزية]‏
- Săndulești [الإنجليزية]‏
- Câmpia Turzii [الإنجليزية]‏
- Gherla [الإنجليزية]‏
- Huedin [الإنجليزية]‏
- Aghireșu [الإنجليزية]‏
- Aiton, Cluj [الإنجليزية]‏
- Aluniș, Cluj [الإنجليزية]‏
- Apahida [الإنجليزية]‏
- Așchileu [الإنجليزية]‏
- Baciu [الإنجليزية]‏
- Băișoara [الإنجليزية]‏
- Beliș [الإنجليزية]‏
- Bobâlna [الإنجليزية]‏
- Bonțida [الإنجليزية]‏
- Borșa, Cluj [الإنجليزية]‏
- Buza, Cluj [الإنجليزية]‏
- Căianu [الإنجليزية]‏
- Călărași, Cluj [الإنجليزية]‏
- Călățele [الإنجليزية]‏
- Cămărașu [الإنجليزية]‏
- Căpușu Mare [الإنجليزية]‏
- Cășeiu [الإنجليزية]‏
- Cătina, Cluj [الإنجليزية]‏
- Ceanu Mare [الإنجليزية]‏
- Chinteni [الإنجليزية]‏
- Chiuiești [الإنجليزية]‏
- Ciucea [الإنجليزية]‏
- Ciurila [الإنجليزية]‏
- Câțcău [الإنجليزية]‏
- Cojocna [الإنجليزية]‏
- Cornești, Cluj [الإنجليزية]‏
- Dăbâca [الإنجليزية]‏
- Feleacu [الإنجليزية]‏
- Fizeșu Gherlii [الإنجليزية]‏
- Florești, Cluj [الإنجليزية]‏
- Frata [الإنجليزية]‏
- Geaca [الإنجليزية]‏
- Gilău, Cluj [الإنجليزية]‏
- Gârbău, Cluj [الإنجليزية]‏
- Iara, Cluj [الإنجليزية]‏
- Iclod [الإنجليزية]‏
- Izvoru Crișului [الإنجليزية]‏
- Jucu [الإنجليزية]‏
- Luna, Cluj [الإنجليزية]‏
- Măguri-Răcătău [الإنجليزية]‏
- Mănăstireni [الإنجليزية]‏
- Mărgău [الإنجليزية]‏
- Mărișel [الإنجليزية]‏
- Mintiu Gherlii [الإنجليزية]‏
- Mociu [الإنجليزية]‏
- Moldovenești [الإنجليزية]‏
- Pălatca [الإنجليزية]‏
- Panticeu [الإنجليزية]‏
- Petreștii de Jos [الإنجليزية]‏
- Ploscoș [الإنجليزية]‏
- Poieni, Cluj [الإنجليزية]‏
- Recea-Cristur [الإنجليزية]‏
- Râșca, Cluj [الإنجليزية]‏
- Săcuieu [الإنجليزية]‏
- Săvădisla [الإنجليزية]‏
- Sic, Cluj [الإنجليزية]‏
- Sâncraiu [الإنجليزية]‏
- Sânmartin, Cluj [الإنجليزية]‏
- Sânpaul, Cluj [الإنجليزية]‏
- Suatu [الإنجليزية]‏
- Tritenii de Jos [الإنجليزية]‏
- Tureni [الإنجليزية]‏
- Țaga [الإنجليزية]‏
- Unguraș [الإنجليزية]‏
- Vad, Cluj [الإنجليزية]‏
- Vultureni, Cluj [الإنجليزية]‏
- Negreni, Cluj [الإنجليزية]‏
- Valea Ierii [الإنجليزية]‏
- Viișoara, Cluj [الإنجليزية]‏.

## أعلام
- إيوان أليكساندرو
- تسفي غولدستاين